# Scott Foley
Scott Kellerman Foley (Kansas City, 15 luglio 1972) è un attore statunitense.

## Biografia
Maggiore di tre figli, a causa del lavoro paterno come banchiere a livello internazionale, ha passato la sua infanzia vivendo prima in Australia e in seguito in Giappone. È di origini nord-europee, in parte inglesi, tedesche, irlandesi e scozzesi.
Noto soprattutto per aver interpretato dal 1998 al 2002 il ruolo di Noel Crane nella serie tv Felicity, nel 1998 ha partecipato ad alcuni episodi di Dawson's Creek, mentre nel 2000 è stato nel cast del film horror Scream 3.
Ha interpretato Sean Kelly, fidanzato di Elliot Reid, in Scrubs - Medici ai primi ferri, dal 2006 è uno degli interpreti della serie televisiva The Unit.
Nel 2004 ha partecipato come guest star alla dodicesima puntata della prima stagione della serie televisiva statunitense Dr. House - Medical Division intitolata Una vita per un'altra vita, interpretando un campione di baseball vittima di avvelenamento da cadmio. Nel 2010 ha iniziato a partecipare come guest star nella serie statunitense Grey's Anatomy, successivamente entra nel cast di un'altra serie creata da Shonda Rhimes: Scandal.
Dopo aver diretto alcuni episodi di serie televisive a cui ha partecipato, nel 2014 debutta alla regia con il lungometraggio Let's Kill Ward's Wife, commedia nera di cui è anche sceneggiatore, produttore e interprete (assieme al collega Donald Faison, con cui ha recitato in Scrubs - Medici ai primi ferri.)
Nel 2019 interpreta il ruolo di Will Chase, protagonista nella serie Whiskey Cavalier assieme a Lauren Cohan.

## Vita privata
Dal 2000 al 2004 è stato sposato con l'attrice Jennifer Garner, conosciuta sul set di Felicity, dove lei è apparsa come guest star. Nel 2007 sposa l'attrice Marika Domińczyk, in una cerimonia privata alle Hawaii. La coppia ha tre figli, Malina, Keller e Konrad.

## Filmografia

### Attore

#### Cinema
- Self Storage, regia di Chris Nolan - cortometraggio (2000)
- Scream 3, regia di Wes Craven (2000)
- Rennie's Landing, regia di Marc Fusco (2001)
- Below, regia di David Twohy (2002)
- Let's Kill Ward's Wife, regia di Scott Foley (2014)
- Ricomincio da nudo (Naked), regia di Michael Tiddes (2017)
- La dolce villa, regia di Mark Waters (2025)

#### Televisione
- Sweet Valley High – serie TV, episodio 2x09 (1995)
- Miss a tutti i costi (Crowned and Dangerous), regia di Christopher Leitch - film TV (1997)
- Una bionda per papà (Step by Step) – serie TV, episodio 7x02 (1997)
- Dawson's Creek – serie TV, 5 episodi (1998)
- Una ragazza facile, regia di Chuck Bowman - film TV (1998)
- Insieme per sempre, regia di Michael Switzer - film TV (1998)
- Zoe, Duncan, Jack & Jane – serie TV, 2 episodi (1999)
- Felicity – serie TV, 84 episodi (1998-2002)
- Scrubs - Medici ai primi ferri (Scrubs) – serie TV, 12 episodi (2002-2009)
- Girls Club – serie TV, episodio 1x01 (2002)
- A.U.S.A. – serie TV, 8 episodi (2003)
- Jack & Bobby – serie TV, episodio 1x08 (2004)
- Dr. House - Medical Division (House, M.D.) – serie TV, episodio 1x12 (2005)
- Tempesta di fuoco, regia di John Lafia - film TV (2006)
- La missione dei quattro cavalieri, regia di Paolo Barzman - film TV (2009)
- The Unit – serie TV, 69 episodi (2006-2009)
- Law & Order - Unità vittime speciali (Law & Order: Special Victims Unit) – serie TV, episodio 11x04 (2009)
- True Blue, regia di Peter Horton - film TV (2010)
- Open Books, regia di James Burrows - film TV (2010)
- Cougar Town – serie TV, 4 episodi (2009-2010)
- Lie to Me – serie TV, stagione 3 episodio 6 (2010)
- Grey's Anatomy – serie TV, 15 episodi (2010-2012)
- True Blood – serie TV, 9 episodi (2011-2012)
- The Goodwin Games - serie TV, 8 episodi (2013)
- Scandal - serie TV, 104 episodi (2013-2018)
- Undateable - serie TV, 4 episodi (2015)
- Insecure - serie TV, 3 episodi (2017)
- Il caso Jeffrey McDonald (Final Vision), regia di Nicholas McCarthy (2017) - film TV
- Whiskey Cavalier - serie TV, 13 episodi (2019)
- The Big Leap - Un'altra opportunità (The Big Leap) - serie TV, 11 episodi (2021)
- Will Trent – serie TV, 6 episodi (2025)

### Regista
- Felicity – serie TV, 1 episodio (2002)
- Detective Monk (Monk) – serie TV, 1 episodio (2004)
- The Unit – serie TV, 1 episodio (2009)
- Let's Kill Ward's Wife (2014)

### Sceneggiatore
- Let's Kill Ward's Wife (2014)

## Doppiatori italiani
Nelle versioni in italiano dei suoi lavori, Scott Foley è stato doppiato da: 
- Fabrizio Vidale in Scream 3, Cougar Town, Grey's Anatomy, Scandal, Undateable, Whiskey Cavalier, Will Trent
- Francesco Bulckaen in The Unit, True Blood, Ricomincio da nudo, The Big Leap - Un'altra opportunità
- Massimiliano Alto in Felicity, Scrubs - Medici ai primi ferri
- Massimo De Ambrosis in Below
- Fabio Boccanera in Scrubs - Medici ai primi ferri (ep. 8x16)
- Alan Bianchi in Dr. House - Medical Division
- Vittorio Guerrieri in La missione dei quattro cavalieri
- Alessio Cigliano in Law & Order - Unità vittime speciali
- Gabriele Sabatini ne La Dolce Villa